# Dragan Vasiljković
Dragan Vasiljković, född 12 december, 1954, med smeknamnet Kapetan Dragan, är en serbisk krigsbrottsling som grundade det serbiska paramilitära förbandet Knindže.

## Biografi
Dragan Vasiljković föddes i en serbisk-ortodox familj i Belgrad. Hans far Zivorad omkom i en motorcykelolycka när Dragan var ung. Han placerades på fosterhem då hans mor inte klarade att försörja tre barn. År 1967 flyttade han till tillsammans med sin mor och två syskon till Australien där han antog namnet Daniel Snedden. Efter genomgånget gymnasium i Melbourne arbetade han i en fotoaffär och tillbringade sedan fyra år i den australiensiska arméns reservförband 4th/19th Prince of Wales's Light Horse. Efter militärtjänsten arbetade han som vapeninstruktör i Afrika och Sydamerika. 
Under upptakten till det kroatiska självständighetskriget återvände han till Balkan och grundade en specialenhet som löd under inrikesministeriet till den kortlivade serbiska republiken Krajina. Enheten kallades Knindže ("Kninjas"), en sammanskrivning av Krajinas huvudstad Knin och ninja. Under kriget grundade han den största NGO-fonden för hjälp till krigets offer, "Kaptan Dragans fond". Efter kriget återvände han till Australien.
Under Kosovokriget återkom Vasiljković till Serbien, den här gången som samordnare för Serbiens informationskrigföring. Han upprättade bland annat en datorcentral i Belgrad som länkades till sex olika centra runt om i Belgrad, där ett tusental frivilliga studenter arbetade i skift med att översätta texter, debattera i chattrum och skapa nätverk av NATO-motståndare runt om i världen.

## Krigsförbrytelser
Vasiljković anklagades för att i juni - juli 1991, i fängelset i Knin, och för att i februari 1993, i Bruška/Benkovac, ha torterat, slagit och dödat tillfångatagna medlemmar ur den kroatiska armén och polisen, samt för att i juli 1991 ha planerat ett anfall mot polisstationen i Glina samt de närliggande byarna Gornji och Donji Viduševac. Under anfallet skadades och förstördes, i strid med Genèvekonventionerna, civila byggnader. Civilpersoner skadades, dödade eller flydde och deras tillhörigheter beslagtogs. Dessa anklagelser framfördes efter att tidningen The Australian skrivit en artikel om honom. År 2006 utlämnades Vasiljkovic till Kroatien och den 26 oktober 2017 dömdes han till femton års fängelse för krigsbrott.